# Ciudadanía local

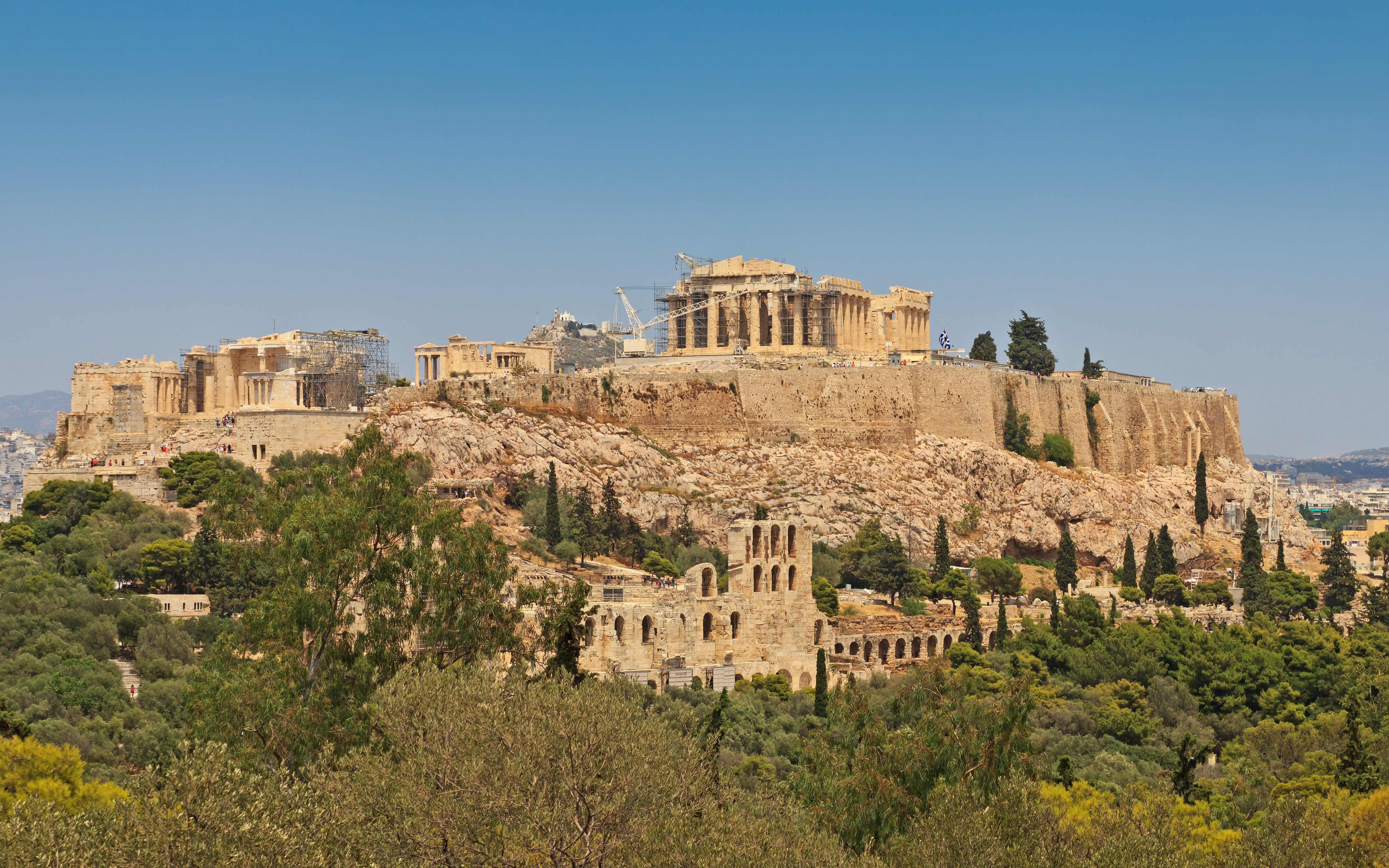
La colina de la Acrópolis, en Atenas, simboliza el surgimiento de la democracia y una de las primeras comunidades políticas en el mundo formada por individuos libres. El concepto de ciudadanía local retoma algunos aspectos de esta comunidad política, sobre todo su alcance territorial a nivel de ciudad, si bien se caracteriza por estándares de inclusión mucho más elevados que el de la democracia ateniense.

La ciudadanía local (conocida también como “Ciudadanía Urbana”) es un concepto político de la ciudadanía emergente. Desarrollado especialmente por actores asociativos locales, defensores de los derechos humanos y gobiernos locales, la ciudadanía local reclama un acceso universal a los servicios públicos y el pleno reconocimiento político y social de todos los habitantes de un territorio urbano dado, independientemente de su situación administrativa.
El concepto ha sido utilizado particularmente para abordar las dificultades de acceso a los servicios públicos de parte de personas en situación administrativa irregular, migrantes y otros grupos marginalizados. En este sentido, la ciudadanía local pretende abordar aquellas situaciones de exclusión generadas por la posesión (o falta) de certificados de ciudadanía de tipo nacional. Los defensores de la ciudadanía local atribuyen al concepto un fuerte potencial para renovar las políticas de inclusión social y la participación política, representando una innovación para la práctica de los derechos humanos. Existen ejemplos de desarrollo político de este concepto mediante políticas públicas y nuevas legislaciones, espeicalmente entre gobiernos locales.

## Trayectoria del concepto: Evolución y retos asociados a la ciudadanía nacional
La ciudadanía es hoy en día un vehículo que regula el acceso a los servicios públicos y los derechos prestados por las administraciones públicas. A su vez, también es una forma de reconocimiento político como miembro de la comunidad de pertenencia. Esta dualidad ha caracterizado el concepto de ciudadanía desde su propio origen, tanto en la polis griega (donde se da el surgimiento de la comunidad política formada de individuos libres, así como de la forma de gobierno democrática) como en el mundo romano (donde la noción de ciudadanía juega un papel central como garantía de derechos tanto políticos como sociales).
Desde el siglo XIX, el desarrollo de los estados nacionales condiciona el surgimiento de un nuevo concepto de ciudadanía. Este pasará a estar asociado a la pertenencia a un estado nacional, generando con el tiempo situaciones de desigualdad y exclusión con aquellas personas o comunidades que quedan al margen de este (si bien forman parte de él). Esta realidad no sólo afectará personas migrantes, pero también comunidades étnicas y grupos marginalizados. Se da al mismo tiempo una imbricación del estado y la garantía de derechos sociales y económicos mediante la prestación de servicios públicos. La ciudadanía también garantiza el derecho político a participar en los asuntos públicos en el contexto de países democráticos.
La formación del marco contemporáneo de los derechos humanos confirma la tendencia de que los estados sean los responsables de la protección y respeto de los derechos humanos, inspirados supuestamente en principios de universalidad y no discriminación. Sin embargo, autores como Hannah Arendt advierten de los riesgos asociados con esta tendencia, dado que genera potenciales retos de inclusión de los grupos al margen del estado.
En la actualidad, el incremento global de los flujos migratorios ha puesto en evidencia varias problemáticas asociadas a este modelo. A pesar de la contribución fundamental de las personas migrantes, su falta de ciudadanía nacional limita muchas veces su derecho a la participación política. En otros casos, esta anomalía se expresa en la dificultad de acceder a los servicios públicos o incluso el riesgo de deportación. Se trata de otra perspectiva de la migración, no tan asociada con el tránsito de un sitio al otro, pero con el proceso de inclusión en la sociedad de acogida a largo plazo y cómo se define la relación entre administración pública y residente migrante en el tiempo que dura el potencial proceso de regularización administrativa.

## Desarrollo teórico de la ciudadanía local
La ciudadanía local propone garantizar los derechos humanos de todas las personas que viven en un territorio, invirtiendo el paradigma en favor de la residencia como factor de reconocimiento y pertenencia. Defiende un modelo de acción pública afirmativo, donde los distintos niveles de gobierno traten de dar un desarrollo político al derecho internacional de derechos humanos en la cotidianidad de las personas. Plantea un modelo alternativo de inclusión de las personas migrantes y otros grupos marginalizados en sociedades cada vez más heterogéneas, en vinculación con conceptos como la interculturalidad o la interseccionalidad. Se da igualmente una fuerte atención a cuestiones de identidad local y participación social.

## Desarrollo político de la ciudadanía local
Los gobiernos locales han protagonizado buena parte de las innovaciones políticas en favor de la ciudadanía local. Algunos ejemplos son:
- Tarjetas de residencia local y otras innovaciones institucionales que normalizan el acceso a los servicios públicos de personas en situación administrativa irregular.[10]
- Apoyo a la naturalización de las personas migrantes[11] y prevención de deportaciones.[12]
- Promoción de presupuestos participativos[13] y consejos de participación en asuntos públicos locales centrados en la comunidad migrante.[14]
- Intervenciones en el espacio público[15] y campañas de sensibilización[16] que buscan favorecer el reconocimiento simbólico de las personas migrantes en las sociedades de acogida.
- Programas de capacitación de migrantes que favorecen su inclusión en la sociedad de acogida mediante el aprendizaje de la lengua o la formación de una red de contactos.
- Creación de mecanismos locales de protección y promoción de los derechos humanos tales como defensores locales del ciudadano o oficinas por la no discriminación.[17]